# Hemigordiidae
Hemigordiopsidae es una familia de foraminíferos bentónicos cuyos taxones se han incluido normalmente en la familia Hemigordiopsidae, de la superfamilia Cornuspiroidea, del suborden Miliolina y del orden Miliolida. Su rango cronoestratigráfico abarca desde el Moscoviense superior (Carbonífero superior) hasta el Ladiniense (Triásico medio).

## Clasificación
Hemigordiopsidae incluye a las siguientes subfamilia y géneros:
- Subfamilia Hemigordiinae
  - Hemigordius †, también considerada en la subfamilia Hemigordiopsinae
  - Pseudohemigordius †
  - Septigordius †

Otros géneros considerados en Hemigordiidae son:
- Hemigordiella †, aceptado como Hemigordius
- Midiella †, considerado subgénero de Hemigordius, Hemigordius (Midiella)
- Neoangulodiscus †, aceptado como Hemigordius
- Okimuraites †, considerado subgénero de Hemigordius, Hemigordius (Okimuraites)
- Ondogordius †, aceptado como Hemigordius